# 鄭蘭貞
鄭蘭貞 (チョン・ナンジョン、てい・らんてい、ハングル: 정난정、生年不詳 - 嘉靖44年 (1565年11月13日
)) は、李氏朝鮮第11代国王・中宗の第3王妃文定王后尹氏の姻族であった女性。
中宗に仕える武官であった鄭允謙と側女との間に生まれ、長じて文定王后の弟・尹元衡の側女となり、正妻死去後は継室となった。文定王后の垂簾聴政を支え、「女人天下」と称される栄華の時代を送ったが、後に自殺した。

## 生涯
幼い頃に家を出て妓生となったが、後に尹元衡と出会いその側女となった。尹元衡には正妻 (朝廷の実力者であった金安老の姪) がいたが、この正妻は尹家より追い出され、朝鮮王朝実録によると、後に鄭蘭貞によって毒殺されたと記されている。
文定王后と親密な関係にあった鄭蘭貞は、その弟である夫を支えた。尹元衡は財産を増やして巨万の富を築いたほか、朝廷において出世し、領議政の地位にまで登りつめた。妻である鄭蘭貞も、尹元衡が吏曹判書に就任した時には貞夫人（チョンブイン、ていふじん）に、そして明宗8年 (1553年) には外命婦最高の地位である正一品貞敬夫人（チョンギョンブイン、ていけいふじん)に命ぜられた。しかし文定王后の死後は後ろ盾を失い貞敬夫人の地位を失ったほか、前妻殺害の罪に問われることとなり、義禁府に連行される前に服毒自殺を図った。この際、尹家の10人の使用人が取調べを受けた末、全員が拷問によって死亡したが、ひとりとして鄭蘭貞が毒殺犯だと認めなかったという。夫尹元衡も官職を失い流刑に処せられた後に自殺して鄭蘭貞の後を追った。

## 評価
朝鮮王朝実録においては、鄭蘭貞は文定王后や尹元衡、また多くの男たちを惑わせ、仕えるべき相手である正妻を毒殺して後妻に納まり、朝鮮の身分制度を覆そうとした悪女、妖婦であるとされている。また張禧嬪・張緑水と共に「朝鮮三大悪女」のひとりと数えられる場合もある。
朝鮮新報で鄭蘭貞についてコラムを執筆した朴珣愛は、尹元衡の、人材登用において貴賎を問わず能力に基づいて行うべしとする上奏に際し、鄭蘭貞の存在が何らかの影響を与えているのではと述べている。

## 鄭蘭貞が登場する作品

### テレビドラマ
- 女人天下（SBS 2001年、配役: カン・スヨン）
- オクニョ 運命の女（MBC 2016年、配役: パク・チュミ）